# Равенел (Јужна Каролина)
Равенел (енгл. Ravenel) град је у америчкој савезној држави Јужна Каролина.

## Демографија
По попису из 2010. године број становника је 2.465, што је 251 (11,3%) становника више него 2000. године.
| Група             | 2000.         | 2010.         |
| Белци             | 1.034 (46,7%) | 1.184 (48,0%) |
| Афроамериканци    | 1.106 (50,0%) | 1.091 (44,3%) |
| Азијати           | 9 (0,4%)      | 2 (0,1%)      |
| Хиспаноамериканци | 59 (2,7%)     | 176 (7,1%)    |
| Укупно            | 2.214         | 2.465         |